# Панов, Пётр Алексеевич
Пётр Алексеевич Пано́в (1719—1786) — тотемский купец, в 1758 году вместе с братом Григорием и компаньонами исследовал Алеутские острова. В 1762 за предпринятую экспедицию на дальние Алеутские острова на судне «Св. Иулиан» для «сыскания новых земель и для приводу тамошнего… народа в (российское) подданство» награждён медалью «За полезные обществу труды». Вёл большую торговлю с Китаем и стал основателем огромной пушной империи Пановых.